# Llano Aguacatal
Llano Aguacatal är en ort i Mexiko.   Den ligger i kommunen Huautepec och delstaten Oaxaca, i den sydöstra delen av landet, 290 km sydost om huvudstaden Mexico City. Llano Aguacatal ligger 1 204 meter över havet och antalet invånare är 234.
Terrängen runt Llano Aguacatal är bergig söderut, men norrut är den kuperad. Runt Llano Aguacatal är det ganska glesbefolkat, med 36 invånare per kvadratkilometer. Närmaste större samhälle är Huautla de Jiménez, 6,3 km nordväst om Llano Aguacatal. I omgivningarna runt Llano Aguacatal växer i huvudsak städsegrön lövskog.